# Liste der Erzählungen H. P. Lovecrafts
Diese Liste enthält die Erzählungen des amerikanischen Schriftstellers H. P. Lovecraft. Einige Erzählungen waren ursprünglich unter dem Namen anderer Autoren in Pulp Magazinen wie Weird Tales veröffentlicht, da Lovecraft bis 1934 einen Service zur Überarbeitung der Entwürfe von Nachwuchsautoren anbot. Seine Leistung reichte dabei vom bloßen Redigieren bzw. Neuverfassen mancher Absätze (zB. bei Hazel Healds „Man of Stone“) bis hin zu komplettem Ghostwriting der Geschichten (zB. jene von Zealia Brown Reed Bishop – die erste veröffentlicht als „Zealia Brown Reed“ und die folgenden zwei unter „Z. B. Bishop“ – aber auch einige von Hazel Heald und Adolpho de Castro). Manche der Geschichten waren auch inoffizielle Kooperationen, bei denen Lovecraft etwa einen bestimmten Teil einer Geschichte schrieb (zB. Duane W. Rimels „The Tree on the Hill“, in der der zweite Teil der Erzählung Lovecraft zugeschrieben wird). Zu Lebzeiten von Lovecraft waren die Geschichten noch den damals als Autoren genannten Schriftstellern zugeschrieben worden, erst in dem ab 1965 veröffentlichten Briefverkehr mit Freunden und anderen Schriftstellern wie Clark Ashton Smith wurden auch die Briefe bekannt, in denen Lovecraft bei vielen der untenstehend als Kollaboration benannten Geschichten sogar alleinige Autorenschaft für sich beansprucht (zB. Bishops 'The Curse of Yig' und 'The Mound'; sowie Healds 'The Horror in the Museum', 'Winged Death' und 'Out of the Aeons'):
| Titel                                                      | Übersetzung                                             | geschrieben | erschienen          | Erstdruck                                                       | Kollaboration / Bemerkung                                            |
| ---------------------------------------------------------- | ------------------------------------------------------- | ----------- | ------------------- | --------------------------------------------------------------- | -------------------------------------------------------------------- |
| The Noble Eavesdropper                                     |                                                         | 1897?       |                     |                                                                 | verloren                                                             |
| The Little Glass Bottle                                    | Die kleine Glasflasche                                  | 1897        | 1959                | The Shuttered Room and Other Pieces, Arkham House               |                                                                      |
| The Secret Cave or John Lees Adventure                     | Die geheime Höhle                                       | 1898        | 1959                | The Shuttered Room and Other Pieces, Arkham House               |                                                                      |
| The Mystery of the Grave-Yard                              | Das Rätsel des Friedhofs                                | 1898        | 1959                | The Shuttered Room and Other Pieces, Arkham House               |                                                                      |
| The Haunted House                                          |                                                         | 1898/1902   |                     |                                                                 | verloren                                                             |
| The Secret of the Grave                                    |                                                         | 1898/1902   |                     |                                                                 | verloren                                                             |
| John, the Detective                                        |                                                         | 1898/1902   |                     |                                                                 | verloren                                                             |
| The Mysterious Ship                                        | Das geheimnisvolle Schiff                               | 1902        | 1959                | The Shuttered Room and Other Pieces, Arkham House               |                                                                      |
| The Beast in the Cave                                      | Das Tier in der Höhle                                   | 1905        | 1918, Juni          | The Vagrant, No. 7                                              |                                                                      |
| The Picture                                                |                                                         | 1907        |                     |                                                                 | verloren                                                             |
| The Alchemist                                              | Der Alchemist                                           | 1908        | 1916, November      | The United Amateur, 16, No. 4                                   |                                                                      |
| The Tomb                                                   | Das Grab                                                | 1917        | 1922, März          | The Vagrant, No. 14                                             |                                                                      |
| Dagon                                                      | Dagon                                                   | 1917        | 1919, November      | The Vagrant, No. 11                                             |                                                                      |
| A Reminiscence of Dr. Samuel Johnson                       | Eine Erinnerung an Dr. Samuel Johnson                   | 1917        | 1917, November      | The United Amateur, 17, No. 2                                   |                                                                      |
| Sweet Ermengarde                                           | Die holde Ermengarde                                    | 1917        | 1943                | Beyond the Wall of Sleep, Arkham House                          |                                                                      |
| Polaris                                                    | Polaris                                                 | 1918        | 1920, Dezember      | The Philosopher, 1, No. 1                                       |                                                                      |
| The Mystery of Murdon Grange                               |                                                         | 1918        |                     |                                                                 | verloren                                                             |
| The Green Meadow                                           | Die grüne Wiese                                         | 1918/19     | [1927, Frühjahr]    | The Vagrant                                                     | mit Winifred V. Jackson                                              |
| Beyond the Wall of Sleep                                   | Jenseits der Mauer des Schlafes                         | 1919        | 1919, Oktober       | Pine Cones, 1, No. 6                                            |                                                                      |
| Memory                                                     | Erinnerung                                              | 1919        | 1919, Juni          | The United Co-operative, 1, No. 2                               | Prosagedicht                                                         |
| Old Bugs                                                   | Old Bugs                                                | 1919        | 1959                | The Shuttered Room and Other Pieces, Arkham House               |                                                                      |
| The Transition of Juan Romero                              | Das Verschwinden des Juan Romero                        | 1919        | 1944                | Marginalia                                                      |                                                                      |
| The White Ship                                             | Das weiße Schiff                                        | 1919        | 1919, November      | The United Amateur, 19, No. 2                                   |                                                                      |
| The Doom That Came to Sarnath                              | Das Verderben, das über Sarnath kam                     | 1919        | 1920, Juni          | The Scot, No. 44                                                |                                                                      |
| The Statement of Randolph Carter                           | Die Aussage des Randolph Carter                         | 1919        | 1920, Mai           | The Vagrant, No. 13                                             |                                                                      |
| The Terrible Old Man                                       | Der schreckliche alte Mann                              | 1920        | 1921, Juli          | The Tryout, 7, No. 4                                            |                                                                      |
| The Tree                                                   | Der Baum                                                | 1920        | 1921, Oktober       | The Tryout, 7, No. 7                                            |                                                                      |
| The Cats of Ulthar                                         | Die Katzen von Ulthar                                   | 1920        | 1920, November      | The Tryout, 6, No. 11                                           |                                                                      |
| The Temple                                                 | Der Tempel                                              | 1920        | 1925, September     | Weird Tales, 6, No. 3                                           |                                                                      |
| Facts concerning the Late Arthur Jermyn and His Family     | Arthur Jermyn                                           | 1920        | 1921, März          | The Wolverine, No. 9                                            |                                                                      |
| The Street                                                 | Die Straße                                              | 1920?       | 1920, Dezember      | The Wolverine, No. 8                                            |                                                                      |
| Life and Death                                             |                                                         | 1920?       |                     |                                                                 | verloren                                                             |
| Poetry and the Gods                                        | Die Dichtkunst und die Götter                           | 1920        | 1920, September     | The United Amateur, 20, No. 1                                   | mit Anna Helen Crofts                                                |
| Celephaïs                                                  | Celephaïs                                               | 1920        | 1922, Mai           | The Rainbow, No. 2                                              |                                                                      |
| From Beyond                                                | Vom Jenseits                                            | 1920        | 1934, Juni          | The Fantasy Fan, 1, No. 10                                      |                                                                      |
| Nyarlathotep                                               | Nyarlathotep                                            | 1920        | 1920, November      | The United Amateur, 20, No. 2                                   |                                                                      |
| The Picture in the House                                   | Das Bild im Haus                                        | 1920        | 1921, Sommer        | The National Amateur, 41, No. 6                                 |                                                                      |
| The Crawling Chaos                                         | Das schleichende Chaos                                  | 1920/21     | 1921, April         | The United Co-operative, 1, No. 3                               | mit Winifred V. Jackson                                              |
| Ex Oblivione                                               | Ex Oblivione                                            | 1920/21     | 1921, März          | The United Amateur, 20, No. 4                                   | Prosagedicht                                                         |
| The Nameless City                                          | Stadt ohne Namen                                        | 1921        | 1921, November      | The Wolverine, No. 11                                           |                                                                      |
| The Quest of Iranon                                        | Iranons Suche                                           | 1921        | 1935, Juli–August   | The Galleon, 1, No. 5                                           |                                                                      |
| The Moon-Bog                                               | Das Mond-Moor                                           | 1921        | 1926, Juni          | Weird Tales, 7, No. 6                                           |                                                                      |
| The Outsider                                               | Der Außenseiter                                         | 1921        | 1926, April         | Weird Tales, 7, No. 4                                           |                                                                      |
| The Other Gods                                             | Die anderen Götter                                      | 1921        | 1933, November      | The Fantasy Fan, 1, No. 3                                       |                                                                      |
| The Music of Erich Zann                                    | Die Musik des Erich Zann                                | 1921        | 1922, März          | The National Amateur, 44, No. 4                                 |                                                                      |
| Herbert West—Reanimator                                    | Herbert West – Der Wiedererwecker                       | 1921/1922   | 1922, February–July | Home Brew, 1, No. 1–6                                           |                                                                      |
| Hypnos                                                     | Hypnos                                                  | 1922        | 1923, Mai           | The National Amateur, 45, No. 5                                 |                                                                      |
| What the Moon Brings                                       | Was der Mond bringt                                     | 1922        | 1923, Mai           | The National Amateur, 45, No. 5                                 | Prosagedicht                                                         |
| Azathoth                                                   | Azathoth                                                | 1922        | 1938                | Leaves, 2                                                       |                                                                      |
| The Horror at Martin’s Beach (auch: The Invisible Monster) | Das unsichtbare Ungeheuer                               | 1922        | 1923, November      | Weird Tales, 2, No. 4                                           | mit Sonia H. Greene                                                  |
| The Hound                                                  | Der Hund                                                | 1922        | 1924, Februar       | Weird Tales, 3, No. 2                                           |                                                                      |
| The Lurking Fear                                           | Die lauernde Furcht                                     | 1922        | 1923, Januar–April  | Home Brew, 2, No. 6 – 3, No. 3                                  |                                                                      |
| The Rats in the Walls                                      | Die Ratten im Gemäuer                                   | 1923        | 1924, März          | Weird Tales, 3, No. 3                                           |                                                                      |
| The Unnamable                                              | Das Unnennbare                                          | 1923        | 1925, Juli          | Weird Tales, 6, No. 1                                           |                                                                      |
| Ashes                                                      | Asche                                                   | 1923        | 1924, März          | Weird Tales, 3, No. 3                                           | mit C. M. Eddy, Jr.                                                  |
| The Ghost-Eater                                            | Vom Wolf, der Gespenster fraß                           | 1923        | 1924, April         | Weird Tales, 3, No. 4                                           | mit C. M. Eddy, Jr.                                                  |
| The Loved Dead                                             | Die geliebten Toten                                     | 1923        | 1924, May–June–July | Weird Tales, 4, No. 2                                           | mit C. M. Eddy, Jr.                                                  |
| The Festival                                               | Das Fest                                                | 1923        | 1925, Januar        | Weird Tales, 5, No. 1                                           |                                                                      |
| Deaf, Dumb, and Blind                                      | Taub, stumm und blind                                   | 1924?       | 1925, April         | Weird Tales, 5, No. 4                                           | mit C. M. Eddy, Jr.                                                  |
| Under the Pyramids (auch: Imprisoned with the Pharaohs)    | Gefangen bei den Pharaonen                              | 1924        | 1924, Mai–Juni–Juli | Weird Tales, 4, No. 2                                           | mit Harry Houdini                                                    |
| The Shunned House                                          | Das gemiedene Haus                                      | 1924        | 1928                | The Shunned House, The Recluse Press                            |                                                                      |
| The Horror at Red Hook                                     | Grauen in Red Hook                                      | 1925        | 1927, Januar        | Weird Tales, 9, No. 1                                           |                                                                      |
| He                                                         | Er                                                      | 1925        | 1926, September     | Weird Tales, 8, No. 3                                           |                                                                      |
| In the Vault                                               | In der Gruft                                            | 1925        | 1925, November      | The Tryout, 10, No. 6                                           |                                                                      |
| The Descendant                                             | Der Spross                                              | 1926?       | 1938                | Leaves, 2                                                       |                                                                      |
| Cool Air                                                   | Kühle Luft                                              | 1926        | 1928, März          | Tales of Magic and Mystery, 1, No. 4                            |                                                                      |
| The Call of Cthulhu                                        | Cthulhus Ruf                                            | 1926        | 1928, Februar       | Weird Tales, 11, No. 2                                          |                                                                      |
| Two Black Bottles                                          | Zwei schwarze Flaschen                                  | 1926        | 1927, August        | Weird Tales, 10, No. 2                                          | mit Wilfred Blanch Talman                                            |
| Pickman’s Model                                            | Pickmans Modell                                         | 1926        | 1927, Oktober       | Weird Tales, 10, No. 4                                          |                                                                      |
| The Silver Key                                             | Der Silberschlüssel                                     | 1926        | 1929, Januar        | Weird Tales, 13, No. 1                                          |                                                                      |
| The Strange High House in the Mist                         | Das merkwürdige hochgelegene Haus im Nebel              | 1926        | 1931, Oktober       | Weird Tales, 18, No. 3                                          |                                                                      |
| The Dream-Quest of Unknown Kadath                          | Die Traumsuche nach dem unbekannten Kadath              | 1926/1927   | 1943                | Beyond the Wall of Sleep, Arkham House                          |                                                                      |
| The Case of Charles Dexter Ward                            | Der Fall Charles Dexter Ward                            | 1927        | 1941, Mai & Juli    | Weird Tales, 35, Nos. 9 & 10                                    |                                                                      |
| The Colour out of Space                                    | Die Farbe aus dem All                                   | 1927        | 1927, September     | Amazing Stories, Vol. 2, No. 6                                  |                                                                      |
| The Very Old Folk                                          | Das uralte Volk                                         | 1927        | 1940, Sommer        | Scienti-Snaps, 3, No. 3                                         |                                                                      |
| The Thing in the Moonlight                                 | Das Ding im Mondlicht                                   | 1927        | 1941, Januar        | Bizarre, 4, No. 1                                               | zweifelhaft                                                          |
| The Last Test                                              | Das letzte Experiment                                   | 1927        | 1928, November      | Weird Tales, 12, No. 5                                          | mit Adolphe de Castro                                                |
| History of the Necronomicon                                | Geschichte und Chronologie des Necronomicons            | 1927        | 1938                | A History of the Necronomicon, The Rebel Press                  |                                                                      |
| The Curse of Yig                                           | Der Fluch des Yig                                       | 1928        | 1929, November      | Weird Tales, 14, No. 5                                          | mit Zealia Bishop                                                    |
| Ibid                                                       | Ibid                                                    | 1928?       | 1938, Januar        | The O-Wash-Ta-Nong, 3, No. 1                                    |                                                                      |
| The Dunwich Horror                                         | Das Grauen von Dunwich                                  | 1928        | 1929, April         | Weird Tales, 13, No. 4                                          |                                                                      |
| The Electric Executioner                                   | Die elektrische Hinrichtungsmaschine                    | 1929?       | 1930, August        | Weird Tales, 16, No. 2                                          | mit Adolphe de Castro                                                |
| The Mound                                                  | Der Hügel                                               | 1929/1930   | 1940, November      | Weird Tales, 35, No. 6                                          | mit Zealia Bishop                                                    |
| Medusa’s Coil                                              | Das Haar der Medusa                                     | 1930        | 1939, Januar        | Weird Tales, 33, No. 1                                          | mit Zealia Bishop                                                    |
| The Whisperer in Darkness                                  | Der Flüsterer im Dunkeln                                | 1930        | 1931, August        | Weird Tales, 18, No. 1                                          |                                                                      |
| At the Mountains of Madness                                | Berge des Wahnsinns                                     | 1931        | 1936, Februar–April | Astounding Stories, 16, No. 6 – 17, No. 2                       |                                                                      |
| Discarded Draft of The Shadow over Innsmouth               |                                                         | 1931        | 1994                | The Shadow over Innsmouth, Necronomicon Press                   |                                                                      |
| The Shadow over Innsmouth                                  | Schatten über Innsmouth                                 | 1931        | 1936                | The Shadow over Innsmouth, Visionary Publishing Co.             |                                                                      |
| The Trap                                                   | Die Falle                                               | 1931        | 1932, März          | Strange Tales of Mystery and Terror, 2, No. 1                   | mit Henry S. Whitehead                                               |
| The Dreams in the Witch House                              | Träume im Hexenhaus                                     | 1932        | 1933, Juli          | Weird Tales, 22, No. 1                                          |                                                                      |
| The Man of Stone                                           | Der Mann aus Stein                                      | 1932        | 1932, Oktober       | Wonder Stories, 4, No. 5                                        | mit Hazel Heald                                                      |
| The Horror in the Museum                                   | Das Grauen im Museum                                    | 1932        | 1933, Juli          | Weird Tales, 22, No. 1                                          | mit Hazel Heald                                                      |
| Through the Gates of the Silver Key                        | Durch die Tore des Silberschlüssels                     | 1932        | 1934, Juli          | Weird Tales, 24, No. 1                                          | mit E. Hoffmann Price                                                |
| Winged Death                                               | Flügel des Todes                                        | 1933        | 1934, März          | Weird Tales, 23, No. 3                                          | mit Hazel Heald                                                      |
| Out of the Aeons                                           | Aus Äonen                                               | 1933        | 1935, April         | Weird Tales, 25, No. 4                                          | mit Hazel Heald                                                      |
| The Thing on the Doorstep                                  | Das Ding auf der Schwelle                               | 1933        | 1937, Januar        | Weird Tales, 29, No. 1                                          |                                                                      |
| The Evil Clergyman                                         | Der boshafte Geistliche                                 | 1933        | 1939, April         | Weird Tales, 33, No. 4                                          |                                                                      |
| The Horror in the Burying-Ground                           | Das Grauen auf dem Gottesacker                          | 1933/35     | 1937, Mai           | Weird Tales, 29, No. 5                                          | mit Hazel Heald                                                      |
| The Hoard of the Wizard-Beast                              | Der Schatz der Zauberbestie                             | 1933        | 1994                | The Hoard of the Wizard-Beast and One Other, Necronomicon Press | mit R. H. Barlow                                                     |
| The Slaying of the Monster                                 | Tötet das Ungeheuer!                                    | 1933        | 1994                | The Hoard of the Wizard-Beast and One Other, Necronomicon Press | mit R. H. Barlow                                                     |
| The Book                                                   | Das Buch                                                | 1933?       | 1938                | Leaves, 2                                                       |                                                                      |
| The Tree on the Hill                                       | Der Baum auf dem Hügel                                  | 1934        | 1940, September     | Polaris                                                         | mit Duane W. Rimel                                                   |
| The Battle that Ended the Century                          | Der Faustkampf am Ende des Universums                   | 1934        | 1934                | The Battle That Ended the Century, Robert H. Barlow             | mit R. H. Barlow                                                     |
| The Shadow out of Time                                     | Der Schatten aus der Zeit                               | 1934/1935   | 1936, Juni          | Astounding Stories, 17, No. 4                                   |                                                                      |
| “Till A’ the Seas”                                         | Bis zur Neige                                           | 1935        | 1935, Sommer        | The Californian, 3, No. 1                                       | mit R.H. Barlow                                                      |
| Collapsing Cosmoses                                        | Sterbende Universen                                     | 1935        | 1938                | Leaves, 2                                                       | mit R.H. Barlow                                                      |
| The Challenge from Beyond                                  | Die Gefahr aus dem Jenseits                             | 1935        | 1935, September     | Fantasy Magazine, 5, No. 4                                      | mit C. L. Moore, A. Merritt, Robert E. Howard und Frank Belknap Long |
| The Disinterment                                           | Die Exhumierung                                         | 1935        | 1937, Januar        | Weird Tales, 29, No. 1                                          | mit Duane W. Rimel                                                   |
| The Diary of Alonzo Typer                                  | Das Tagebuch des Alonzo Typer                           | 1935        | 1938, Februar       | Weird Tales, 31, No. 2                                          | mit William Lumley                                                   |
| The Haunter of the Dark                                    | Der leuchtende Trapezoeder (auch: Jäger der Finsternis) | 1935        | 1936, Dezember      | Weird Tales, 28, No. 5                                          |                                                                      |
| In the Walls of Eryx                                       | In den Mauern von Eryx                                  | 1936        | 1939, Oktober       | Weird Tales, 34, No. 4                                          | mit Kenneth Sterling                                                 |
| The Night Ocean                                            | Das Nachtmeer                                           | 1936        | 1936, Winter        | The Californian, 4, No. 3                                       | mit R.H. Barlow                                                      |

## Sammelbände
Die ersten Sammelbände mit Erzählungen Lovecrafts erschienen ab 1939 im Verlag Arkham House, der von August Derleth und anderen mit dem Ziel gegründet wurde, die Werke Lovecrafts und nahestehender Autoren zu veröffentlichen. Die ersten Sammlungen waren:
- The Outsider and Others. 1939. Mit dem Einleitungsessay Howard Phillips Lovecraft: Outsider von August Derleth und Donald Wandrei.
- Beyond the Wall of Sleep. 1943. Kurzgeschichten, Gedichte und Essays.
- Marginalia. 1944. Herausgegeben von August Derleth und Donald Wandrei. Enthält Kollaborationen, einige kleinere Kurzgeschichten, sowie Erinnerungen an und Essays über Lovecraft.
- Something About Cats and Other Pieces. 1949. Enthält Essays von und über Lovecraft sowie einige Gedichte und Überarbeitungen.
- The Shuttered Room and Other Pieces. 1949. Enthält nur teilweise Arbeiten Lovecrafts, hauptsächlich kleinere Arbeiten und Juvenilia, ansonsten Essays über und Erinnerungen an Lovecraft. Nicht zu verwechseln mit The Shuttered Room and Other Tales of Terror (1971)., einem Band mit „postumen Kollaborationen“ Derleths.

Eine dreibändige Sammlung der Erzählungen Lovecrafts erschien ab 1963. Derleth teilte die Prosatexte in drei Bände auf. Chronologische oder thematische Kategorien spielten dabei offensichtlich keine große Rolle:
- The Dunwich Horror and Others (1963): Enthält eine Mischung aus traditionellen Kurzgeschichten und Mythosgeschichten, darunter The Call of Cthulhu sowie The Shadow over Innsmouth und The Shadow out of Time.
- At the Mountains of Madness, and Other Novels (1964): Enthält die meisten längeren Geschichten sowie die namensgebende, dazu The Case of Charles Dexter Ward und mehrere Traumgeschichten um Randolph Carter.
- Dagon and Other Macabre Tales. (1965): Enthält die restlichen Traumweltgeschichten und viele traditionelle Kurzgeschichten minderer Qualität. Der Band ist mit Fragmenten und Jugendwerken aufgefüllt.

Weitere Bände enthalten sogenannte Kollaborationen von H.P. Lovecraft und August Derleth:
- The Lurker at the Threshold. 1945.
- The Survivor and Others. 1957.
- The Watchers out of Time, and Others. 1974.

Tatsächlich handelt es sich um Werke Derleths unter Verwendung von Notizen und Entwürfen Lovecrafts.
Eine textlich überarbeitete, von S. T. Joshi herausgegebene Neuausgabe der drei Bände Derleths erschien ab 1984 und war lange Zeit die maßgebliche Ausgabe:
- The Complete Fiction of H. P. Lovecraft. Ausgewählt von August Derleth. Herausgegeben von S. T. Joshi. Arkham House, Sauk City, Wisc.
  - The Dunwich Horror and Others. Einführung von Robert Bloch. 1984, ISBN 0-87054-037-8.
  - At the Mountains of Madness, and Other Novels. Einführung von James Turner. 1985, ISBN 0-87054-038-6.
  - Dagon and Other Macabre Tales. 1965. Einführung von T. E. D. Klein. 1986, ISBN 0-87054-039-4.

Bei Hippocampus Press erschien 2015 eine dreibändige Ausgabe von Lovecrafts Erzählungen. Die gebundene Ausgabe war auf 750 Exemplare limitiert.
- H. P. Lovecraft: Collected fiction: A Variorum Edition. Herausgegeben von S. T. Joshi. 3 Bde. Hippocampus Press, New York, NY 2015, ISBN 978-1-61498-108-4.
  - Band 1: 1905–1925, 530 S.
  - Band 2: 1926–1930, 538 S.
  - Band 3: 1931–1936, 520 S.

### Übersetzungen
Die ersten deutschen Übersetzungen von Erzählungen erschienen 1965 unter dem Titel 12 Grusel-Stories in der Reihe der Heyne-Anthologien. Eine nennenswerte Lovecraft-Rezeption in Deutschland begann jedoch erst mit den Lovecraft-Bänden, die im Rahmen der von Kalju Kirde herausgegebenen Bibliothek des Hauses Usher ab 1968 im Insel-Verlag und in der Folge als Nachdrucke in höherer Auflage in der Phantastischen Bibliothek als Suhrkamp-Taschenbuch erschienen. Zu dem Erfolg trugen auch die namhaften Übersetzer bei:
- Cthulhu. Deutsch von H. C. Artmann. 1968.
  - Cthulhu. Geistergeschichten. Mit einem Vorwort von Giorgio Manganelli. Suhrkamp, Frankfurt am Main (= suhrkamp taschenbücher. Band 29).
- Das Ding auf der Schwelle. Deutsch von Rudolf Hermstein. 1969. Neuübersetzung von Holger Hanowell. In: Klassiker des Schreckens. Geschichten für schaurige Stunden. Reclam, 2019.
- Berge des Wahnsinns. Deutsch von Rudolf Hermstein. 1970.
- Der Fall Charles Dexter Ward. Deutsch von Rudolf Hermstein. 1971.
- Stadt ohne Namen. Deutsch von Charlotte Gräfin von Klinckowstroem. 1973.

Seit 2005 veröffentlicht der Verlag Edition Phantasia eine auf Vollständigkeit angelegte Ausgabe der Werke in deutscher Übersetzung (überwiegend lizenziert aus den Bänden der Bibliothek des Hauses Usher und der Phantastischen Bibliothek). Die bereits erschienenen Teile umfassen das erzählerische Werk. Weitere Bände sind in Vorbereitung.
Gesammelte Werke:  Edition Phantasia, Bellheim 2005 ff. (durch * markierte Titel erscheinen erstmals in deutscher Übersetzung)
Werkgruppe I. Erzählungen. 5 Bände.
- Band 1: Die kleine Glasflasche*; Die geheime Höhle*; Das Rätsel des Friedhofs*; Das geheimnisvolle Schiff*; Das Tier in der Höhle, Der Alchimist; Das Grab; Dagon; Eine Erinnerung an Dr. Samuel Johnson*; Polaris; Jenseits der Mauer des Schlafes; Erinnerung; Old Bugs*; Das Verschwinden des Juan Romero; Das weiße Schiff; Die Straße; Das Verderben, das über Sarnath kam; Die Aussage des Randolph Carter; Die holde Ermengarde*; Der schreckliche alte Mann; Der Baum; Die Katzen von Ulthar; Der Tempel; Arthur Jermyn; Nyarlathotep; Celephaïs; Vom Jenseits; Das Bild im Haus; Ex Oblivione; Stadt ohne Namen; Iranons Suche; Das Mond-Moor; Der Außenseiter; Die anderen Götter; Die Musik des Erich Zann; Azathoth; Herbert West – Der Wiedererwecker.
- Band 2: Hypnos; Was der Mond bringt; Der Hund; Die lauernde Furcht; Die Ratten im Gemäuer; Das Unnennbare; Das Fest; Gefangen bei den Pharaonen; Das gemiedene Haus; Grauen in Red Hook; Er; In der Gruft; Kühle Luft; Cthulhus Ruf; Pickmans Modell; Der Silberschlüssel; Das merkwürdige hochgelegene Haus im Nebel; Der Sproß.
- Band 3: Die Traumsuche nach dem unbekannten Kadath; Der Fall Charles Dexter Ward; Die Farbe aus dem All.
- Band 4: Das uralte Volk; Geschichte und Chronologie des Necronomicons; Das Ding im Mondlicht; Ibid*; Das Grauen von Dunwich; Der Flüsterer im Dunkeln; Berge des Wahnsinns.
- Band 5: Schatten über Innsmouth; Entwurf zu Schatten über Innsmouth*; Träume im Hexenhaus; Durch die Tore des Silberschlüssels; Der boshafte Geistliche; Das Ding auf der Schwelle; Das Buch; Der Schatten aus der Zeit; Der leuchtende Trapezoeder.

Werkgruppe II. Gemeinschaftsarbeiten und Überarbeitungen. 5 Bände.
- Band 1: Erzählungen 6, Gemeinschaftsarbeiten und Überarbeitungen 1, (1918–1930)
  - mit Elizabeth Berkeley: The Green Meadow
  - mit Anna Helen Crofts, als Henry Paget-Low: Poetry And the Gods
  - mit Elizabeth Berkeley: The Crawling Chaos
  - mit Sonia Greene: Four O'clock; The Horror At Martin' S Beach
  - mit C. M. Eddy: The Ghost Eater; The Loved Dead; Ashes; Deaf, Dumb And Blind
  - mit Wilfred Blanch Talman: Two Black Bottles
  - mit Zelia Bishop: The Curse of Yig
  - mit Adolphe De Castro: The Last Test; The Electric Executioner (mit der Originalfassung von De Castro)
  - mit Zelia Bishop: The Mound
- Band 2: Erzählungen 7, Gemeinschaftsarbeiten und Überarbeitungen 2, (1930–1933)
  - mit Zelia Bishop: Medusa's Coil
  - mit Frank B. Long: The Horror from the Hills*
  - mit Henry S. Whitehead: The Trap; Bothon
  - mit Hazel Heald: The Man of Stone; The Horror In the Museum; Winged Death
- Band 3: Erzählungen 8, Gemeinschaftsarbeiten und Überarbeitungen 3, (1933–1936)
  - mit E. Hoffmann Price: Through the Gates of the Silver Key (mit Der Originalfassung Von Hoffmann Price)
  - mit Robert H. Barlow: The Slaying of the Monster*
  - mit Hazel Heald: Out of the Eons
  - mit Robert H. Barlow: The Hoard of the Wizard-beast*
  - mit Richard F. Searight: The Sealed Casket
  - mit Hazel Heald: The Horror in the Burying Ground; 1932 Bis 1935
  - mit Duane W. Rimel: The Tree on the Hill
  - mit R. M. Farley, D. Keller, C. A. Smith, H. Vincent, E. E. Smith, O. A. Kline, S. A. Coblentz: Cigarette Characterisations*
  - mit Robert H. Barlow: The Battle that Ended the Century*
  - mit Duane W. Rimel: The Sorcery of Aphlar
  - mit Robert H. Barlow: Till All the Seas
  - mit Robert Bloch: Satan's Servants*
  - mit Robert E. Howard, Frank B. Long, A. Merritt, C. L. Moore: The Challenge From Beyond
  - mit Robert H. Barlow: Collapsing Cosmoses*
  - mit Duane W. Rimel: The Disinterment
  - mit William Lumley: The Diary of Alonzo Typer
  - mit Kenneth Sterling: In the Walls of Eryx
  - mit Robert H. Barlow: The Night Ocean
- Band 4: Erzählungen 9, Gemeinschaftsarbeiten und Überarbeitungen 4, Postume Ausgaben (1937–1957)
  - mit August Derleth: The Return of Hastur; The Lurker at the Threshold; The Ancestor; The Survivor; The Peabody Heritage; The Gable Window; The Shadow Out of Space
- Band 5. Erzählungen 10, Gemeinschaftsarbeiten und Überarbeitungen 5, Postume Ausgaben (1957–1998)
  - mit August Derleth: The Lamp of Alhazred; Wentworth's Day; The Fisherman of Falcon Point; The Shuttered Room; Witches' Hollow; The Shadow in the Attic; The Dark Brotherhood; The Horror from the Middle Span; Innsmouth Clay; The Watchers Out of Time*
  - mit Lin Carter: The Bell in the Tower*
  - mit Donald Burleson: The Pool*
  - mit Robert M. Price: The Vermont Horror*

Werkgruppe III. Theaterstücke und Gedichte. 3 Bände.
Weitere Lovecraft-Ausgaben des Phantasia-Verlags:
- Die Musik des Erich Zann. Übersetzung von H. C. Artmann. Illustrationen von Klaus Hagemeister. Edition Phantasia, Bellheim 2001, ISBN 3-924959-59-5 (limitierte, farbig illustrierte Ausgabe).
- Saat von den Sternen / Funghi from Yuggoth. Nachdichtungen von Michael Siefener. Edition Phantasia, Bellheim 1999, ISBN 3-924959-55-2 (limitierte, zweisprachige, farbig illustrierte Ausgabe).
- Die Literatur des Grauens. Edition Phantasia, Bellheim 1985, ISBN 978-3-924959-01-2. Übersetzung von Supernatural Horror in Literature (1927, 1945).

Weitere deutsche Übersetzungen:
- Gesammelte Werke in 6 Bänden. Festa-Verlag, Leipzig 2005 ff. (neue Übersetzungen).
  - Band 1: Der kosmische Schrecken. ISBN 978-3-935822-68-8.
  - Band 2: Namenlose Kulte. ISBN 978-3-935822-84-8.
  - Band 3: Das schleichende Chaos. ISBN 978-3-86552-056-2.
  - Band 4: Necronomicon. ISBN 978-3-86552-063-0.
  - Band 5: Cthulhu. ISBN 978-3-86552-066-1.
  - Band 6: Die großen Alten. ISBN 978-3-86552-067-8.
- Zusammenarbeiten mit anderen Autoren in 3 Bänden. Festa-Verlag, Leipzig 2017
  - Band 1: Die geliebten Toten – Horrorgeschichten 1918–1929. ISBN 978-3-86552-570-3
  - Band 2: Das Haar der Medusa – Horrorgeschichten 1930–1932. ISBN 978-3-86552-571-0
  - Band 3: Der geflügelte Tod – Horrorgeschichten 1933–1936. ISBN 978-3-86552-572-7
- Das Werk. Grosse kommentierte Ausgabe. Herausgegeben von Leslie S. Klinger. Übersetzt von Andreas Fliedner und Alexander Pechmann. Fischer Tor, Frankfurt am Main 2017, ISBN 978-3-596-03708-7 (enthält eine Auswahl der bekannteren Erzählungen Lovecrafts).
- Das Werk II. Grosse kommentierte Ausgabe. Herausgegeben von Leslie S. Klinger. Übersetzt von Andreas Fliedner und Alexander Pechmann. Fischer Tor, Frankfurt am Main 2021, ISBN 978-3-596-70046-2 (enthält eine weitere Auswahl der bekannteren Erzählungen Lovecrafts).